# KV9
Das altägyptische Grabmal KV9 sollte ursprünglich die Grabstätte des Pharaos Ramses V. sein. Zwar wurde er hier begraben, jedoch nutzte Ramses VI., sein Onkel, das Grab später für sich selbst als Grabstätte.
Im Jahr 2020 veröffentlichte die ägyptische Tourismusbehörde ein vollständiges 3D-Modell des Grabes mit detaillierten Fotos, das online verfügbar ist.

## Dekoration
Im Grabmal sind zahlreiche Dekorationen vorzufinden. Darunter sind auch Malereien von dem Buch der Pforten, dem Buch der Höhlen, dem Buch des Tages, dem Buch der Nacht und dem Buch der Himmelskuh. In der Grabkammer sind weitere Verzierungen vorzufinden, wie das Amduat, dem Buch der Erde und einer astronomischen Decke mit Nut und den Himmelsbüchern.

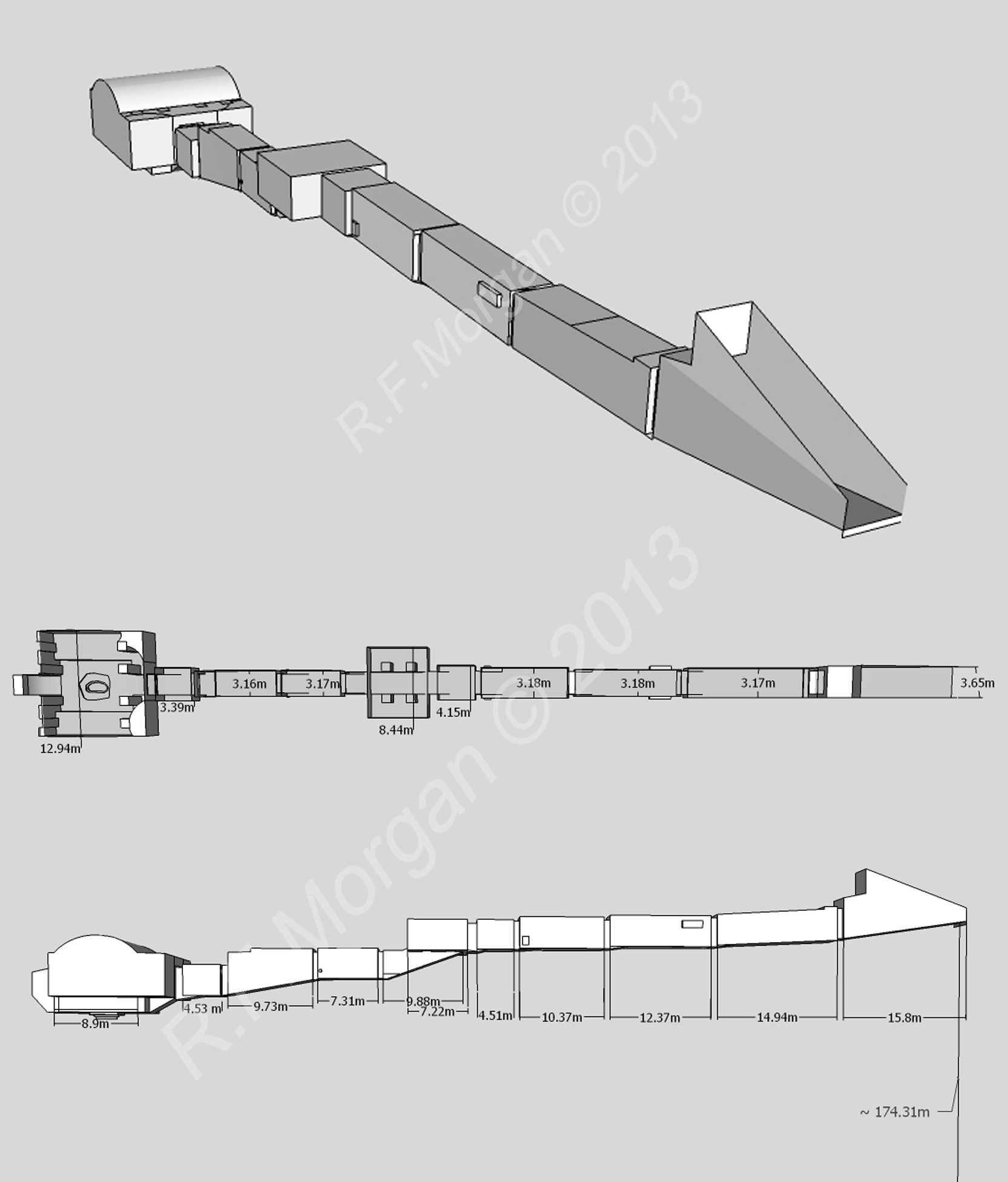
Isometrische Darstellung, Grundriss und Schnittzeichnung des Grabes
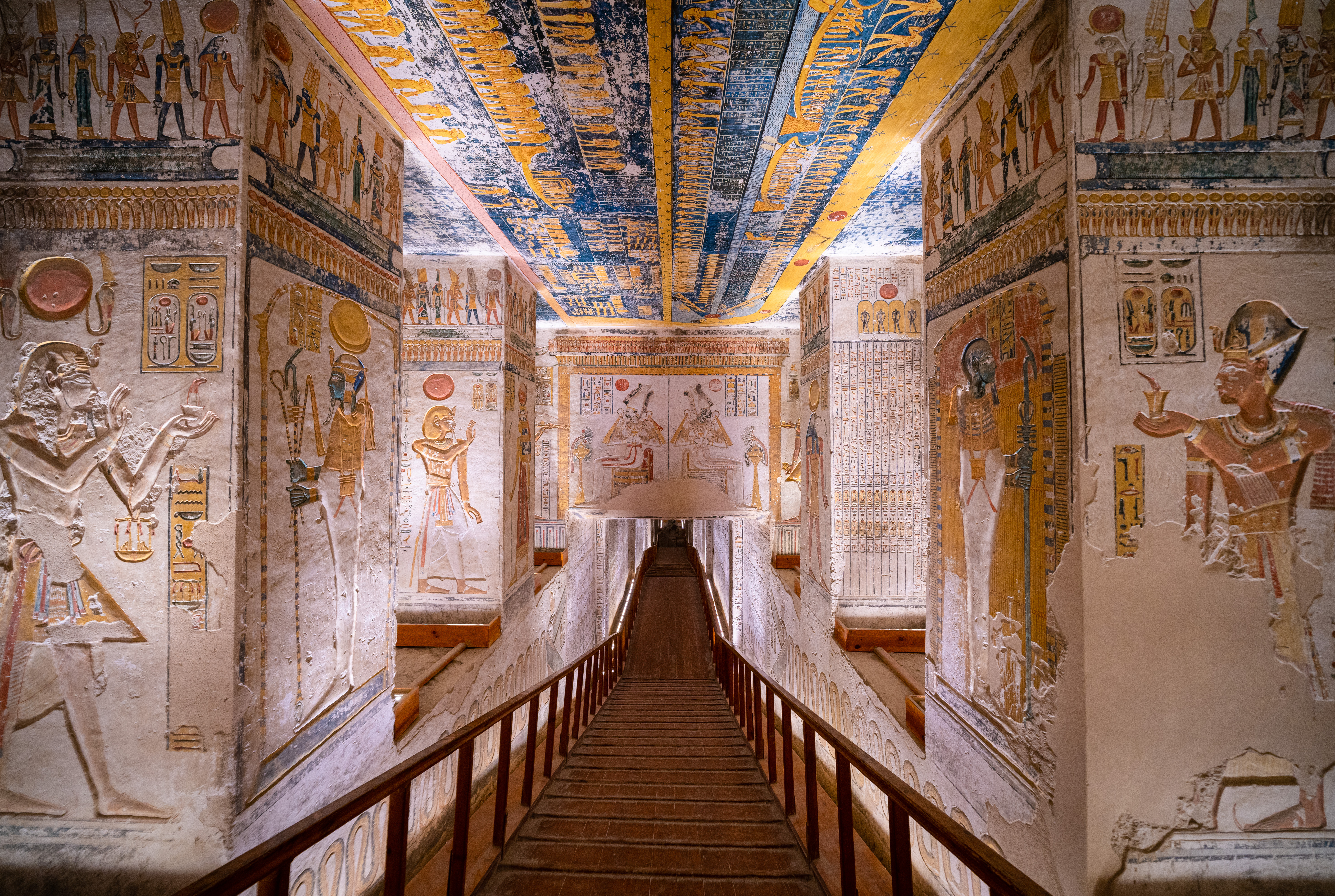
Vorhalle mit vier Säulen
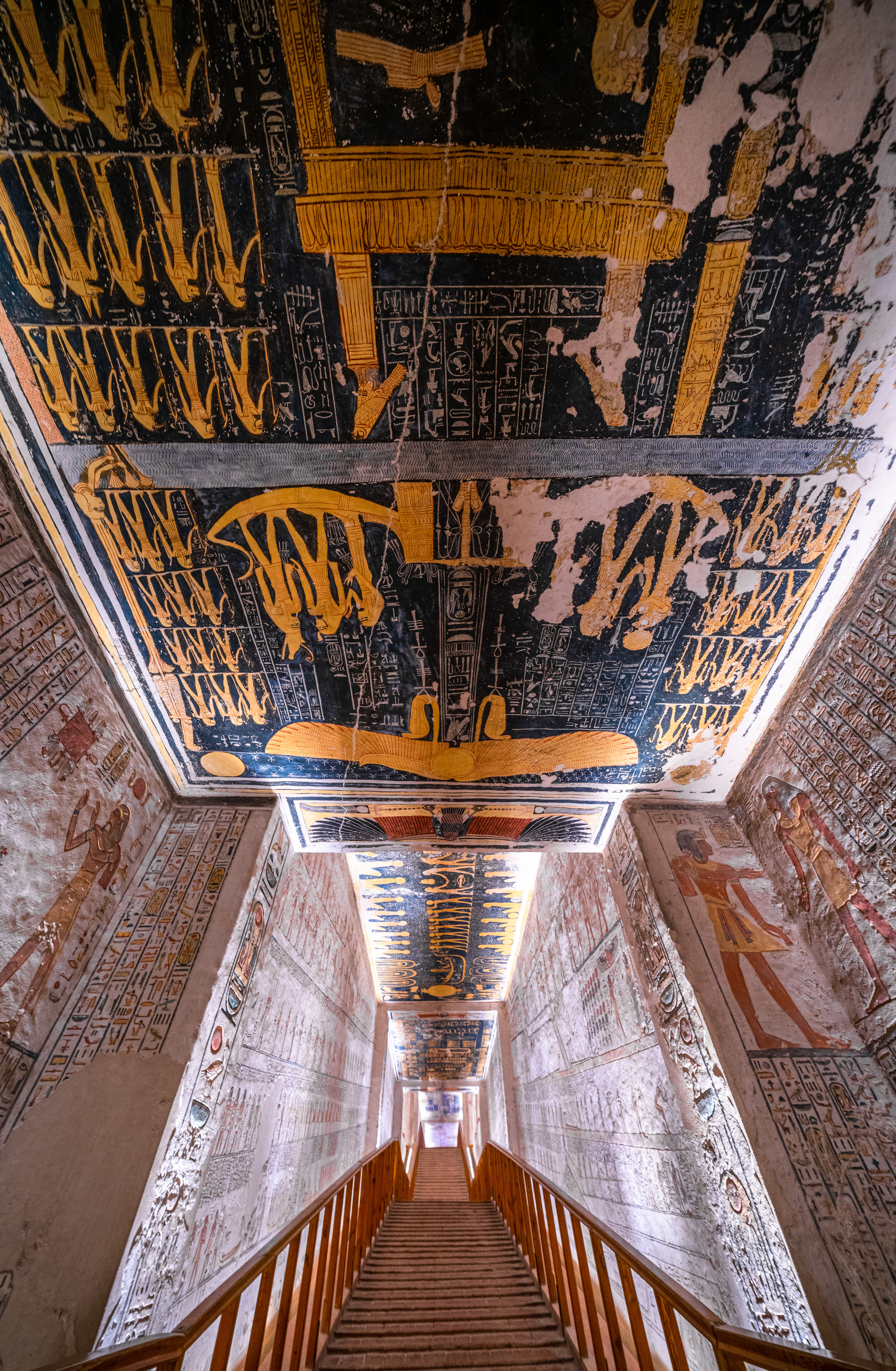
Blick vom zweiten Korridor in Richtung Ein- und Ausgang
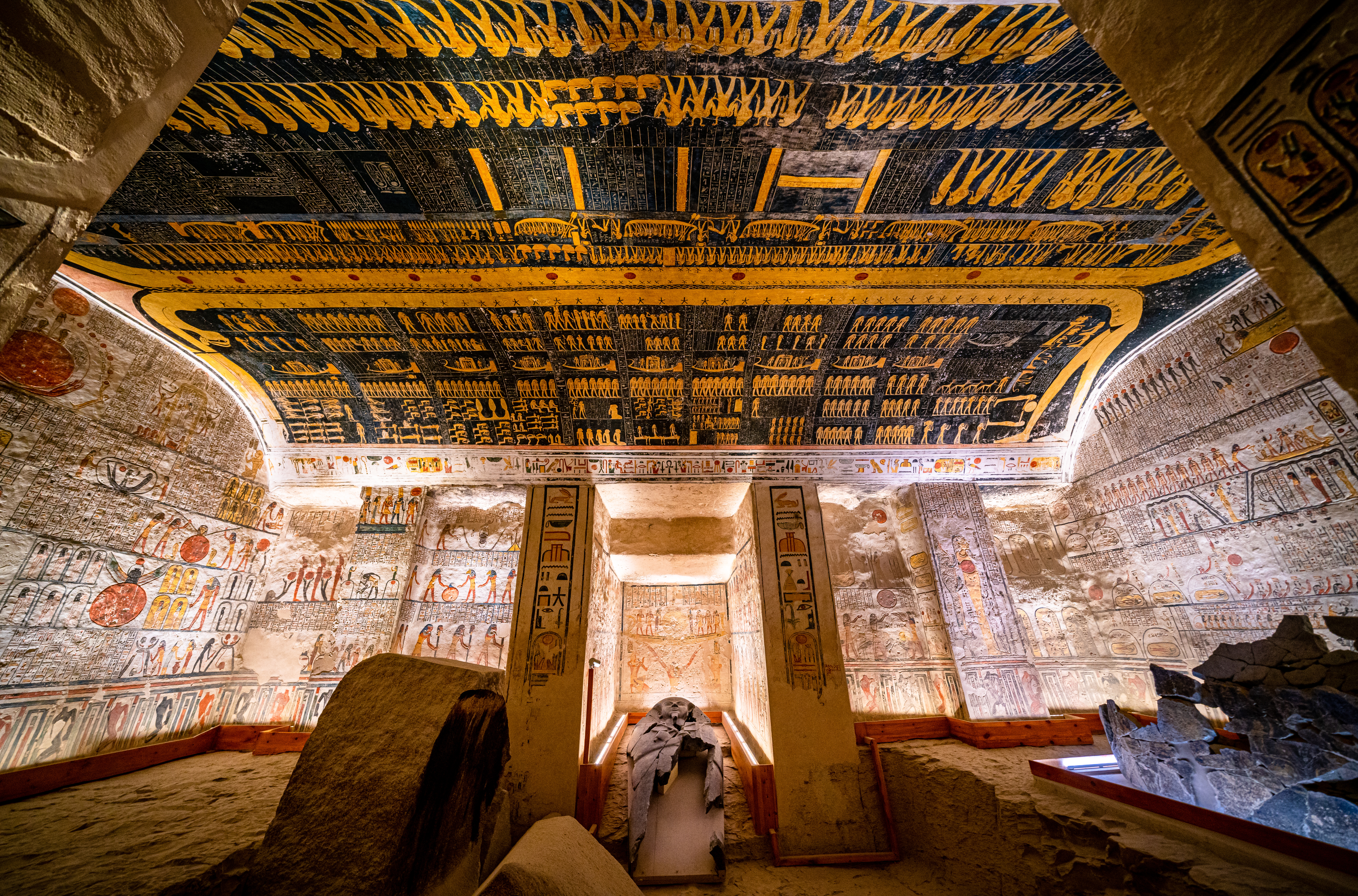
Grabkammer mit dem in Teilen restaurierten äußeren (rechts) und inneren Sarkophag (Mitte) von Ramses VI.